# Băcani
Băcani – wieś w Rumunii, w okręgu Vaslui, w gminie Băcani. W 2011 roku liczyła 1267 mieszkańców.